# Tonski majstor
Tonski majstor, tonmajstor, ton-majstor, majstor zvuka je zanimanje. Dio je snimateljskog tima. 
Tonski majstor može biti samo vrlo iskusna i stručna osoba u snimanju i miješanju zvuka i dodavanju zvučnih efekata. Tonski majstor postaje tonski snimatelj, mješač tona i tehničar za zvučne efekte koji nakon godina rada postane tako dobar da odlično razumije poslove ostatka snimateljskog tima, pa ga se promiče u tonskog majstora. Kao i tonski snimatelj, mješač tona i zvučni inženjer, snima zvuk za sve vrste televizijskih i radijskih emisija, kao i snimanje zvuka za film ili snimanje glazbenog materijala. Najčešće tonski majstor radi kod vrlo složenih snimanja te se sve mora izvanredno dobro napraviti, poput snimanja velikih opernih događaja. On u studiju nadzire sve procese. Prati i po potrebi mijenja i zvučni zapis, smatra li da će to poboljšati završnu snimku.
Djelokrug inženjera zvuka djelimice se prepleće s djelokrugom tonskog majstora. Za razliku od tonskog majstora koji se bavi i glazbenim stvarima poput nota, zadaća zvučnog inženjera prije svega je tehnička skrb o produkciji.